# Iwagi-jima
Iwagi-jima (japanisch 岩城島) ist eine Insel in der japanischen Seto-Inlandsee. Sie liegt in Kamijima an der nördlichen Grenze der Präfektur Ehime.

## Geographie

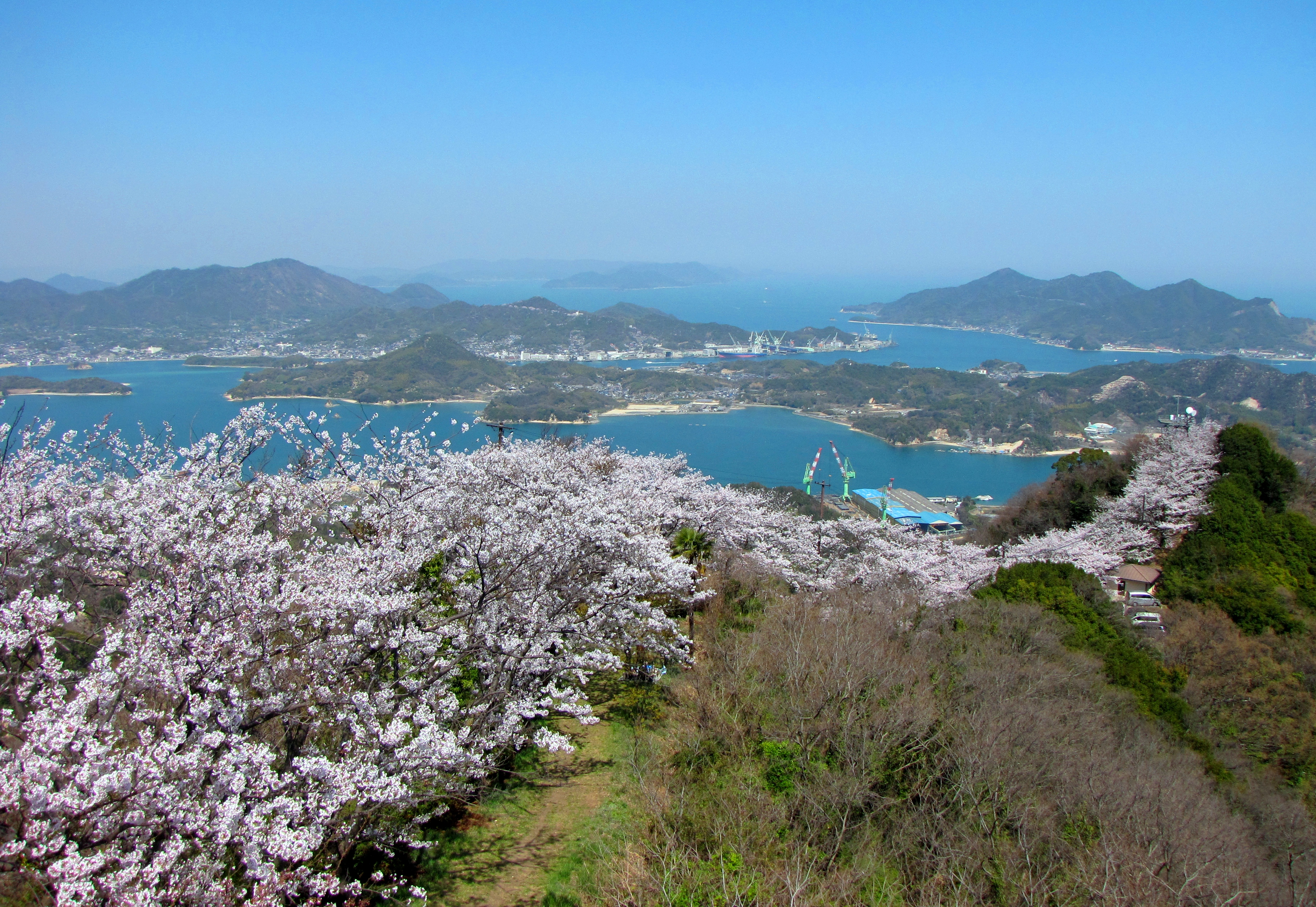
Kirschblüte auf dem Sekizen-zan mit Blick nach Osten. Die nächstgelegene Insel ist Ikina-jima, dahinter links liegt Innoshima und rechts Yugeshima.

Iwagi-jima ist Teil der Geiyo-Inseln. Die Insel hat eine Fläche von 8,95 km² bei einem Umfang von 30,2 km. Die höchste Erhebung ist der Sekizen-zan (菰隠崎) im Zentrum der Insel mit einer Höhe von 369,6 m. Am südlichen Ende der Insel befindet sich das Kap Komokakushi (菰隠崎).
Die Nachbarinseln sind im Osten Ikina-jima (生名島), im Süden Akahone-jima (赤穂根島), im Südwesten Hakata-jima (伯方島) und im Nordwesten Ikuchi-jima (生口島). Nach Ikinajima gibt es eine Brückenverbindung.
Im Jahr 2020 zählte die Bevölkerung 1944 Einwohner, was einer Bevölkerungsdichte von 217 Einw./km² entspricht. Die demographische Entwicklung war rückläufig gegenüber einer Einwohnerzahl von 2479 im Jahr 1995.
| Jahr          | 1995 | 2000 | 2005 | 2010 | 2015 | 2020 |
| ------------- | ---- | ---- | ---- | ---- | ---- | ---- |
| Einwohnerzahl | 2479 | 2289 | 2285 | 2309 | 2035 | 1944 |

## Kultur und Sehenswürdigkeiten

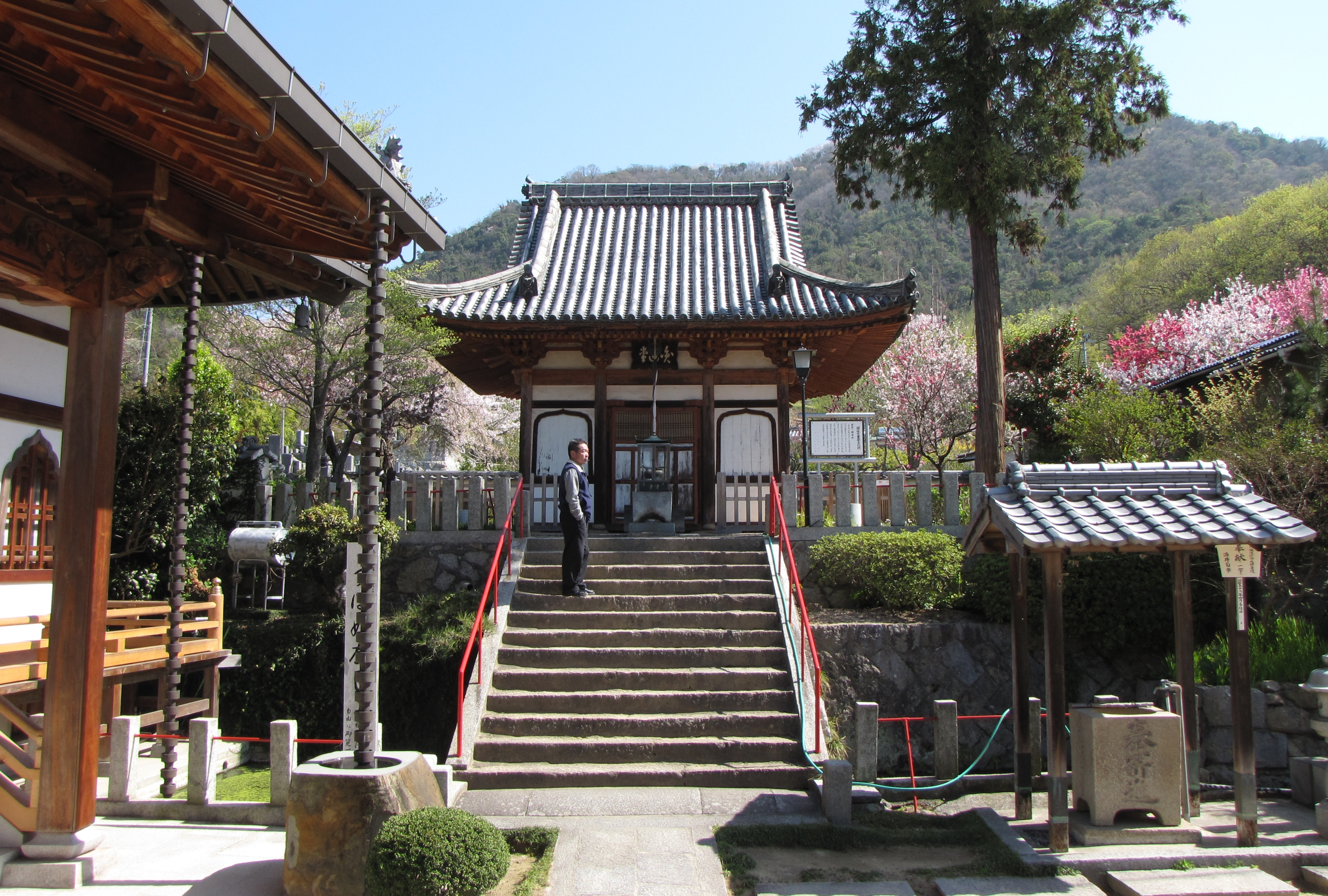
Shōunji-Kannon-dō

Die Insel liegt innerhalb der Grenzen des Setonaikai-Nationalparks. Dieser wurde 1934 als einer der ersten Nationalparks Japans gegründet. Der beste Aussichtspunkt befindet sich auf dem Sekizen-zan, dem höchsten Berg der Insel. Im Frühjahr färben mehr als 3000 Kirschbäume den Berg rosa. Eine weitere Sehenswürdigkeit ist das Iwagi-Heimatmuseum (岩城郷土館). Es befindet sich in dem umgewandelten ehemaligen Wohnsitz der Kaufmannsfamilie Miura (三浦). Während der Edo-Zeit befand sich hier das Hauptquartier von Matsuyama. Wakayama Bokusui (1885–1928), ein japanischer Schriftsteller, wohnte ebenfalls in dem Gebäude.
Eine bekannte Landmarke ist zudem der Myōken-Menhir (妙見メンヒル), ein riesiger Felsen, der in Ost-West-Richtung 6 m, in Nord-Süd-Richtung 11 m und in der Höhe 7 m misst. Ein Shintō-Schrein befindet sich in einer Hütte neben dem Menhir. Ein weiterer Shintō-Schrein auf der Insel ist der Iwagi-Hachiman-Schrein (岩城八幡神社). Jedes Jahr am zweiten Freitag und Samstag im Oktober findet ein Herbstfest statt. Dabei wird ein Mikoshi auf der Insel herumgetragen und Löwentänze in den Straßen aufgeführt. Zu den religiösen Stätten der Insel zählt zudem der auf der Westseite gelegene Shōunji-Kannon-dō (祥雲寺観音堂). Der buddhistische Tempel im chinesischen Stil stammt aus der Mitte der Muromachi-Zeit und ist national als wichtiges Kulturgut ausgewiesen. Hinter dem Tempel befindet sich zudem die Funagata-Ubamegashi (舟形ウバメガシ, „Bootsförmige Ubame-Eiche“), eine Eiche der Art Quercus phillyraeoides, die 600 Jahre alt sein soll. Eigentlich besteht sie aus vier miteinander verwachsenen Bäumen mit einer maximalen Höhe von 10 m. Sie wurde von der Präfektur Ehime als Naturdenkmal ausgewiesen.

## Verkehr

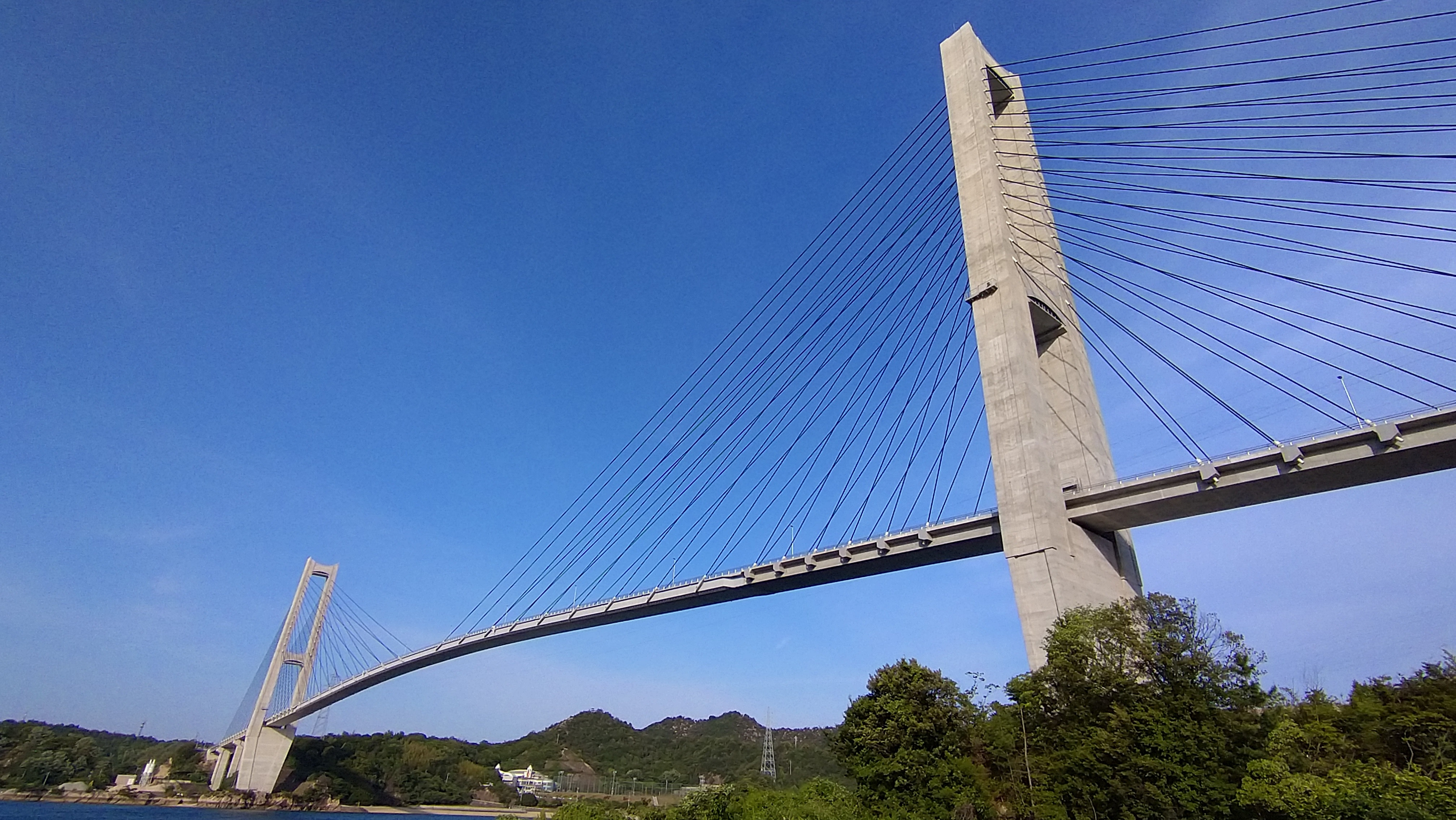
Iwagi-Brücke

Die Präfekturstraße 174 verläuft rund um die Insel, während die Präfekturstraße 338 über die die Choko-Meerenge überquerende Iwagi-Brücke (岩城橋) nach Osten zur Nachbarinsel Ikina-jima führt. Von dort führt die Ikina-Brücke (生名橋) nach Süden auf die Insel Sashima (佐島) und schließlich die Yuge-Brücke (弓削大橋) von Sashima aus nach Osten auf die Insel Yugeshima. Die drei Brücken sind Teil der Yumeshima-Kaidō. Die Yuge-Brücke wurde 1996 fertiggestellt, die Ikina-Brücke 2011 und die Iwagi-Brücke wurde am 20. März 2022 für den Verkehr freigegeben. Der Bau der Iwagi-Brücke begann 2017. Die Schrägseilbrücke ist 916 m lang und 7,5 m breit und kostete etwa 18,3 Milliarden Yen. Eine Straßenverbindung mit den Hauptinseln besteht jedoch nicht, sodass die Inseln auf Fähr- und andere Bootsverbindungen angewiesen sind. Der Okogi-Hafen (小漕港) befindet sich auf der Nordseite der Insel, der Nagae-Hafen (長江港) im Nordosten und der Iwagi-Hafen (岩城島) im Süden.

## Wirtschaft
Die Zitrusfrucht-Plantagen der Insel machen sich das warme Klima der Seto-Inlandsee zunutze. Insbesondere Zitronen werden angepflanzt. Die Insel ist auch als „Blaue Zitronen-Insel“ (青いレモンの島) bekannt, da die Zitrusprodukte seit etwa 30 Jahren unter dem Markennamen „Blue Lemon Islands Iwagi“ verkauft werden. Die Zitronen der Insel sind von Natur aus auch im reifen Zustand grün (in Japan wird das Wort aoi nach europäischem Verständnis nicht nur für Blau, sondern auch teilweise für Grün verwendet, siehe Grün und Blau in verschiedenen Sprachen).